# Klavdija Nikolajeva
Klavdija Ivanovna Nikolajeva (ryska: Клавдия Ивановна Николаева), född 1893, död 1944, var en rysk och sovjetisk politiker. Hon var ledamot i sovjetiska kommunistpartiets centralkommitté 1924–1925, ordförande för Zjenotdel 1924-1926, medlem i Sovjetunionens centrala exekutivkommitté 1934–1944, sekreterare i Centrala fackföreningens råd 1936–1944, medlem i Sovjetunionens högsta sovjet 1937–1944 och i Högsta Sovjets presidium 1938–1944.